# Ulica Kleczewska w Warszawie
Ulica Kleczewska – ulica w dzielnicy Bielany w Warszawie.

## Historia
Ulica Kleczewska powstała podczas rozbudowy Starych Bielan oraz osiedla Zdobycz Robotnicza w latach 30. XX wieku.

## Styl architektoniczny
Ulica Kleczewska zabudowana jest domami zaprojektowanymi w stylu modernistycznym, z których większość stoi do dziś.

## Gminna Ewidencja Zabytków m.st. Warszawy
Na ulicy Kleczewskiej zlokalizowane są budynki zaklasyfikowane jako zabytki, włączenie tych budynków do ewidencji miało miejsce 24 lipca 2012 roku.
| ID obiektu | Adres              | Typ obiektu | Nazwa historyczna obiektu    |
| ---------- | ------------------ | ----------- | ---------------------------- |
| BIE03125   | Kleczewska 100     | dom         | Osiedle "Zdobycz Robotnicza" |
| BIE03126   | Kleczewska 101     | dom         | Osiedle "Zdobycz Robotnicza" |
| BIE03482   | Kleczewska 102     | dom         | Osiedle "Zdobycz Robotnicza" |
| BIE03488   | Kleczewska 103     | dom         | Osiedle "Zdobycz Robotnicza" |
| BIE03483   | Kleczewska 104     | dom         | Osiedle "Zdobycz Robotnicza" |
| BIE03489   | Kleczewska 105     | dom         | Osiedle "Zdobycz Robotnicza" |
| BIE03484   | Kleczewska 106     | dom         | Osiedle "Zdobycz Robotnicza" |
| BIE03490   | Kleczewska 107     | dom         | Osiedle "Zdobycz Robotnicza" |
| BIE03485   | Kleczewska 108/110 | dom         | Osiedle "Zdobycz Robotnicza" |
| BIE03491   | Kleczewska 109/111 | dom         | Osiedle "Zdobycz Robotnicza" |
| BIE03486   | Kleczewska 112     | dom         | Osiedle "Zdobycz Robotnicza" |
| BIE03894   | Kleczewska 113     | dom         | Osiedle "Zdobycz Robotnicza" |
| BIE03487   | Kleczewska 114     | dom         | Osiedle "Zdobycz Robotnicza" |
| BIE03492   | Kleczewska 115     | dom         | Osiedle "Zdobycz Robotnicza" |
| BIE03333   | Kleczewska 13      | dom         |                              |
| BIE03334   | Kleczewska 14      | dom         |                              |
| BIE03443   | Kleczewska 15      | dom         |                              |
| BIE03448   | Kleczewska 16      | dom         |                              |
| BIE03444   | Kleczewska 17      | dom         |                              |
| BIE03449   | Kleczewska 18      | dom         |                              |
| BIE03445   | Kleczewska 19      | dom         |                              |
| BIE03450   | Kleczewska 20      | dom         |                              |
| BIE03446   | Kleczewska 21      | dom         |                              |
| BIE03451   | Kleczewska 22      | dom         |                              |
| BIE03447   | Kleczewska 23      | dom         |                              |
| BIE03452   | Kleczewska 24      | dom         |                              |
| BIE03337   | Kleczewska 25      | dom         |                              |
| BIE03453   | Kleczewska 26      | dom         |                              |
| BIE03335   | Kleczewska 29      | dom         |                              |
| BIE03724   | Kleczewska 31      | dom         |                              |
| BIE03127   | Kleczewska 32      | dom         |                              |
| BIE03679   | Kleczewska 34      | dom         |                              |
| BIE03336   | Kleczewska 36      | dom         |                              |
| BIE03128   | Kleczewska 37      | dom         |                              |
| BIE03865   | Kleczewska 38/40   | dom         | Osiedle Bielany I            |
| BIE03129   | Kleczewska 41      | dom         |                              |
| BIE03680   | Kleczewska 43      | dom         |                              |
| BIE03132   | Kleczewska 44      | dom         |                              |
| BIE03131   | Kleczewska 45      | dom         |                              |
| BIE03682   | Kleczewska 46      | dom         |                              |
| BIE03681   | Kleczewska 47      | dom         |                              |
| BIE03130   | Kleczewska 48      | dom         |                              |
| BIE03133   | Kleczewska 49      | dom         |                              |
| (brak)     | Kleczewska 50      | dom         |                              |
| BIE03683   | Kleczewska 51      | dom         |                              |
| BIE03135   | Kleczewska 52      | dom         |                              |
| BIE03684   | Kleczewska 54      | dom         |                              |
| BIE03339   | Kleczewska 55      | dom         |                              |
| BIE03881   | Kleczewska 56      | dom         | Osiedle Bielany I            |
| BIE03864   | Kleczewska 61/63   | dom         | Osiedle Bielany I            |
| BIE03136   | Kleczewska 64/66   | dom         | Osiedle "Zdobycz Robotnicza" |
| BIE03137   | Kleczewska 65      | dom         | Osiedle "Zdobycz Robotnicza" |
| BIE03459   | Kleczewska 67      | dom         | Osiedle "Zdobycz Robotnicza" |
| BIE03454   | Kleczewska 68      | dom         | Osiedle "Zdobycz Robotnicza" |
| BIE03460   | Kleczewska 69      | dom         | Osiedle "Zdobycz Robotnicza" |
| BIE03455   | Kleczewska 70      | dom         | Osiedle "Zdobycz Robotnicza" |
| BIE03461   | Kleczewska 71      | dom         | Osiedle "Zdobycz Robotnicza" |
| BIE03456   | Kleczewska 72      | dom         | Osiedle "Zdobycz Robotnicza" |
| BIE03462   | Kleczewska 73      | dom         | Osiedle "Zdobycz Robotnicza" |
| BIE03457   | Kleczewska 74/76   | dom         | Osiedle "Zdobycz Robotnicza" |
| BIE34142   | Kleczewska 75      | dom         | Osiedle "Zdobycz Robotnicza" |
| BIE03463   | Kleczewska 77      | dom         | Osiedle "Zdobycz Robotnicza" |
| BIE03458   | Kleczewska 78      | dom         | Osiedle "Zdobycz Robotnicza" |
| BIE03464   | Kleczewska 79      | dom         | Osiedle "Zdobycz Robotnicza" |
| BIE03138   | Kleczewska 80      | dom         | Osiedle "Zdobycz Robotnicza" |
| BIE03139   | Kleczewska 81      | dom         | Osiedle "Zdobycz Robotnicza" |
| BIE03465   | Kleczewska 82      | dom         | Osiedle "Zdobycz Robotnicza" |
| BIE03473   | Kleczewska 83      | dom         | Osiedle "Zdobycz Robotnicza" |
| BIE03466   | Kleczewska 84      | dom         | Osiedle "Zdobycz Robotnicza" |
| BIE03474   | Kleczewska 85      | dom         | Osiedle "Zdobycz Robotnicza" |
| BIE03467   | Kleczewska 86/88   | dom         | Osiedle "Zdobycz Robotnicza" |
| BIE03475   | Kleczewska 87      | dom         | Osiedle "Zdobycz Robotnicza" |
| BIE03476   | Kleczewska 89      | dom         | Osiedle "Zdobycz Robotnicza" |
| BIE03468   | Kleczewska 90      | dom         | Osiedle "Zdobycz Robotnicza" |
| BIE03477   | Kleczewska 91      | dom         | Osiedle "Zdobycz Robotnicza" |
| BIE03469   | Kleczewska 92      | dom         | Osiedle "Zdobycz Robotnicza" |
| BIE03478   | Kleczewska 93      | dom         | Osiedle "Zdobycz Robotnicza" |
| BIE03470   | Kleczewska 94      | dom         | Osiedle "Zdobycz Robotnicza" |
| BIE03479   | Kleczewska 95      | dom         | Osiedle "Zdobycz Robotnicza" |
| BIE03471   | Kleczewska 96      | dom         | Osiedle "Zdobycz Robotnicza" |
| BIE03480   | Kleczewska 97      | dom         | Osiedle "Zdobycz Robotnicza" |
| BIE03472   | Kleczewska 98      | dom         | Osiedle "Zdobycz Robotnicza" |
| BIE03481   | Kleczewska 99      | dom         | Osiedle "Zdobycz Robotnicza" |
| (brak)     | Kleczewska 101     | dom         |                              |
| (brak)     | Kleczewska 103     | dom         |                              |
| (brak)     | Kleczewska 105     | dom         |                              |
| (brak)     | Kleczewska 107     | dom         |                              |
| (brak)     | Kleczewska 109/111 | dom         |                              |
| (brak)     | Kleczewska 113/115 | dom         |                              |

1. 1 2 3 4 5 6  Zespół domów wybudowanych w latach 1930-1936 najprawdopodobniej według projektu Aleksandra Kodelskiego.
2. 1 2 3 4 5 6 7  Zespół modernistycznych kamieniczek wybudowanych do roku 1939 w oparciu o projekt Edwarda Straussa.
3. ↑  Modernistyczny dom projektu prawdopodobnie Adolfa Chodakowskiego.
4. ↑  Dom w stylu funkcjonalistycznym wzniesiony w 1938 roku według projektu Józefa Napoleona Czerwińskiego.
5. ↑  Modernistyczny dom wybudowany w 1936 według projektu L. Czyża.
6. ↑  Modernistyczny dom projektu Stanisława Marzyńskiego, wzniesiony w 1939 roku.
7. 1 2  Modernistyczne domy projektu A. Kafarskiego, wybudowane w 1939 roku, ale wykończone dopiero około roku 1949.
8. 1 2  Modernistyczne domy projektu M. Zwierzchowskiego.
9. ↑  Dom w stylu funkcjonalistycznym, wzniesiony około 1936 roku.
10. ↑  Modernistyczny dom projektu Władysława Dudzińskiego, wybudowany w 1937 roku, niski standard wykonania.
11. 1 2  Modernistyczne domu projektu Czesława Perzanowskiego, wzniesione w 1939 roku.
12. 1 2 3 4 5 6 7 8 9 10 11 12 13 14 15 16 17 18 19 20 21 22 23  Zespół domów w stylu neoklasycyzmu narodowego wybudowanych około 1927 według projektu Janusza Dzierżawskiego na potrzebę osiedla Zdobycz Robotnicza.
13. ↑  Modernistyczne domy Zdobyczy Robotniczej z 1927 roku, w 1995 rozebrane i odbudowane.
14. ↑  Modernistyczny dom Zdobyczy Robotniczej zachowany w niemal niezmienionym stanie.

## Obiekty użyteczności publicznej
Do obiektów zlokalizowanych na ulicy Kleczewskiej oraz w jej pobliżu zaliczyć można:
| Nazwa obiektu                                                                            | Adres                      | Współrzędne                                   |
| ---------------------------------------------------------------------------------------- | -------------------------- | --------------------------------------------- |
| Żłobek „Brzdące na łące”                                                                 | ul. Kleczewska 23          | 52°16′37,1″N 20°56′35,0″E/52,276972 20,943056 |
| lokal komendy Hufca ZHP Warszawa-Żoliborz                                                | ul. Przybyszewskiego 32/34 | 52°16′42,7″N 20°56′34,8″E/52,278528 20,943000 |
| Terapeutyczny Punkt Przedszkolny dla dzieci z Autyzmem – Fundacji SCOLAR                 | ul. Kleczewska 50          | 52°16′45,7″N 20°56′39,0″E/52,279361 20,944167 |
| Poradnia Podstawowej Opieki Zdrowotnej dla Dorosłych Przychodni SPZZLO Warszawa-Żoliborz | ul. Kleczewska 56          | 52°16′47,7″N 20°56′39,8″E/52,279917 20,944389 |
| Szkoła Zdrowia Publicznego Centrum Medycznego Kształcenia Podyplomowego                  | ul. Kleczewska 61/63       | 52°16′50,5″N 20°56′40,3″E/52,280694 20,944528 |
| Zakład Epidemiologii i Biostatyki Szkoły Zdrowia Publicznego                             | ul. Kleczewska 61/63       | 52°16′50,5″N 20°56′40,3″E/52,280694 20,944528 |